# Jacopo Foscarini
Jacopo Foscarini (Venezia, 5 aprile 1523 – Venezia, 25 gennaio 1603) è stato un politico, diplomatico e militare italiano.

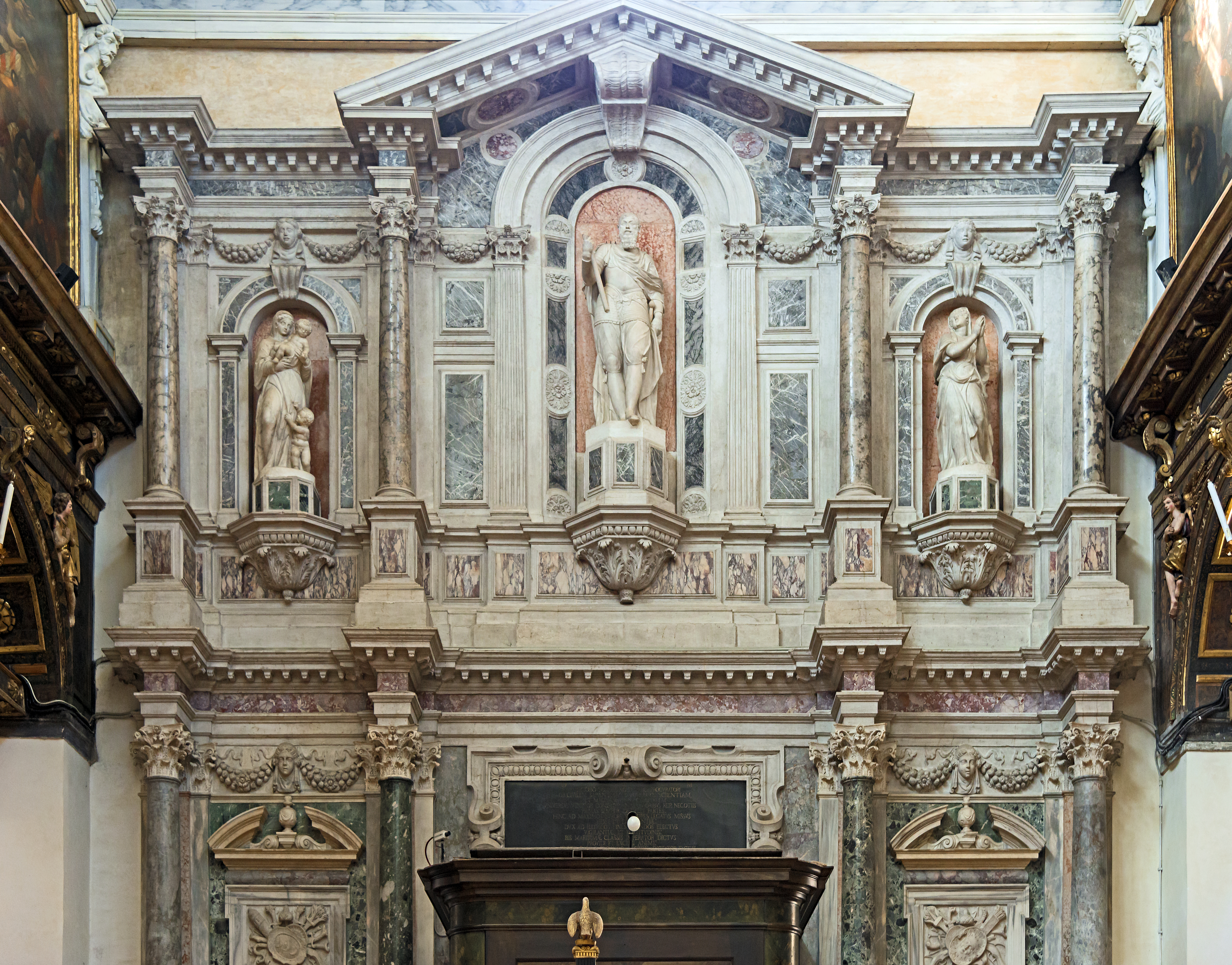
Monumento funebre a Jacopo Foscarini

Attivo fino dalla giovinezza nella politica della Repubblica di Venezia, svolse dapprima attività d'ambasciatore in Francia ed Inghilterra. Nonostante incaricato dal Senato a rivestire varie cariche nella politica interna (1554), dovette impegnarsi nell'esercito per via dei conflitti con gli Ottomani combattendo quindi la battaglia di Lepanto. Succeduto a Sebastiano Venier, si trovò alla guida di 108 imbarcazioni militari, che fece riunire a Corfù con la squadra pontificia guidata da Marcantonio Colonna e con quella spagnola comandata da Gil d'Andrada per poi procedere verso la flotta turca. Tuttavia, a causa di conflitti interni la spedizione non ebbe la fortuna sperata e fu stretta una pace coi nemici. Dopo questa parentesi militare, torna ad impegnarsi nella politica della sua nazione: venne eletto più volte riformatore allo Studio (1573, 1575, 1588) e procuratore di varie opere edilizie (Palazzo Ducale, Fortezza di Palmanova, Ponte di Rialto). Nel frattempo non abbandona l'attività diplomatica: è ambasciatore a Roma (1585, 1590-1591). Divenuto procuratore di San Marco (1580) e Generale da Mar (1596, venne proposto per il dogato ma non venne mai eletto.